# Libelle Fahrzeugbau

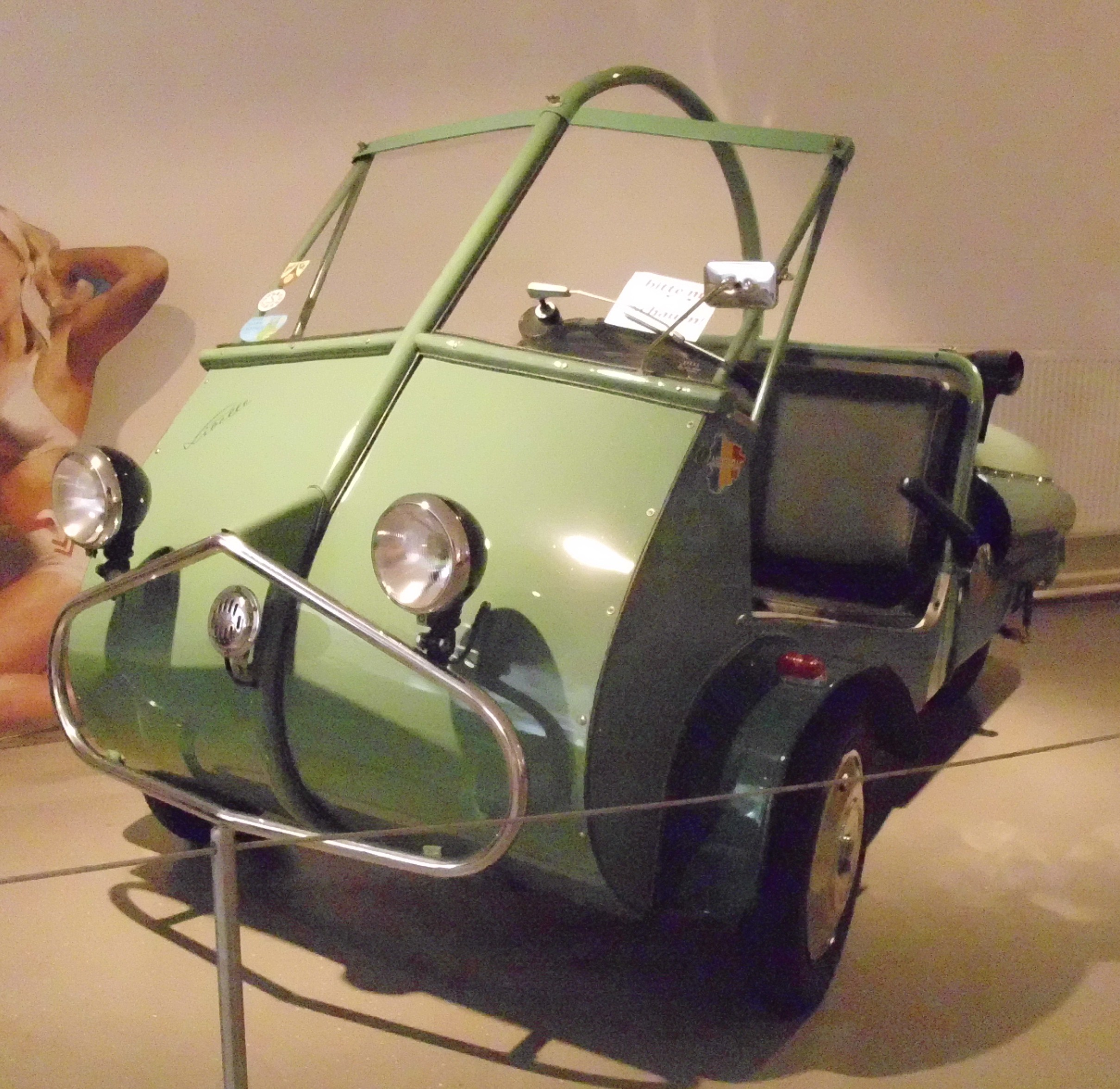
Libelle Allwetter-Autoroller von 1954

Die Libelle Fahrzeugbau- und Vertriebsgesellschaft GmbH war ein österreichischer Hersteller von Automobilen. Der Markenname lautete Libelle.

## Unternehmensgeschichte
Das Unternehmen aus Innsbruck begann 1952 mit der Produktion von Automobilen. 1954 endete die Produktion nach 40 hergestellten Fahrzeugen.

## Fahrzeuge
Hergestellt wurden Kleinstwagen. Das einzige Modell war der Allwetter-Autoroller.
Ein Fahrzeug ist im Museum RRR Roller, Rollermobile & Wurlitzer in Eggenburg zu besichtigen.